# LuxX Index
El LuxX Index es el principal índice bursátil de la bolsa de Luxemburgo, basado en la ciudad de Luxemburgo. El LuxX es un índice ponderado de las nueve compañías con mayor capital flotante de este mercado (eran diez compañías hasta el colapso de Fortis en 2008). El índice fue fijado en 1000 puntos el 4 de enero de 1999: el primer día de cotización en la bolsa tras la entrada de Luxemburgo en el euro.

## Composición
Las nueve compañías actualmente en el índice son las siguientes.
| Compañía                          | Industria              | País       | Peso en el índice |
| --------------------------------- | ---------------------- | ---------- | ----------------- |
| Aperam ne                         | Metales                | Luxemburgo | 15.82%            |
| Arcelor Mittal                    | Acero                  | Luxemburgo | 20.04%            |
| Brederode                         | Inversión              | Luxemburgo | 4.56%             |
| Luxempart                         | Inversión              | Luxemburgo | 3.69%             |
| Reinet Investments                | Inversión              | Luxemburgo | 14.40%            |
| RTL Group                         | Media                  | Luxemburgo | 20.63%            |
| SES                               | Telecomunicaciones     | Luxemburgo | 19.55%            |
| Socfinaf                          | Extracción de recursos | Luxemburgo | 0.68%             |
| Socfinasia                        | Extracción de recursos | Luxemburgo | 0.59%             |
| Fuente: Luxembourg Stock Exchange |                        |            |                   |

## Cotización histórica
| Final de año                      | Cierre | Cambio anual (%) |
| --------------------------------- | ------ | ---------------- |
| inicio                            | 1,000  | ―                |
| 1999                              | 1,397  | +39.7%           |
| 2000                              | 1,388  | –0.7%            |
| 2001                              | 1,116  | –19.6%           |
| 2002                              | 790    | –29.2%           |
| 2003                              | 1,019  | +29.0%           |
| 2004                              | 1,292  | +26.8%           |
| 2005                              | 1,637  | +26.7%           |
| 2006                              | 2,177  | +33.0%           |
| 2007                              | 2,419  | +11.1%           |
| 2008                              | 981    | –59.4%           |
| 2009                              | 1,371  | +40.0%           |
| 2010                              | 1,542  | +12.4%           |
| 2011                              | 1,135  | -26.4%           |
| 2012                              | 1,248  | +10.0%           |
| 2013                              | 1,451  | +16.1%           |
| 2014                              | 1,520  | Crecimiento      |
| 2015                              | 1,391  | Decrecimiento    |
| 2016                              | 1,669  | Crecimiento      |
| 2017                              | 1,638  | Decrecimiento    |
| Fuente: Luxembourg Stock Exchange |        |                  |